# آرام واردئوانیان

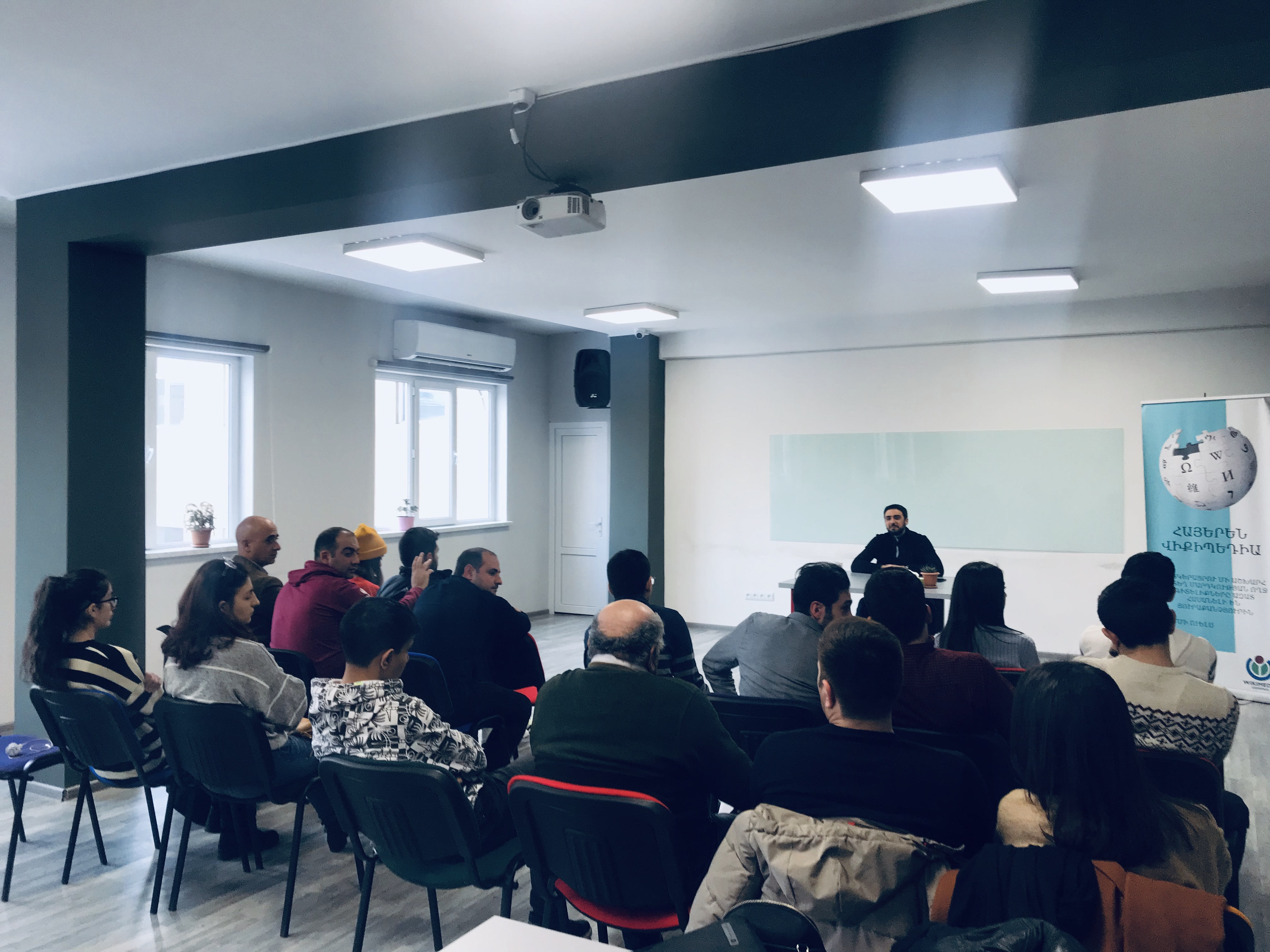

آرام پوغوسی واردئوانیان (ارمنی: Արամ Պողոսի Վարդևանյան؛ زادهٔ ۱ نوامبر ۱۹۸۹) یک حقوق‌دان و سیاستمدار اهل ارمنستان است که از تاریخ ۲۰۲۱ تا کنون سمت نمایندگی دوره مجلس ملی جمهوری ارمنستان را برعهده دارد.

## زندگی‌نامه
در ۱ نوامبر ۱۹۸۹ در ایروان به دنیا آمد و از دانشگاه آمریکایی ارمنستان فارغ‌التحصیل شد. 